# Lussan (Gard)
Lussan é uma comuna francesa na região administrativa de Occitânia, no departamento de Gard. Estende-se por uma área de 46,92 km². Em 2010 a comuna tinha 495 habitantes (densidade: 10,5 hab./km²).